# Qin Kanying
Qin Kanying (en xinès simplificat: 秦侃滢, en xinès tradicional: 秦侃瀅, en pinyin: Qín Kǎnyìng), nascuda el 2 de febrer de 1974) és una jugadora d'escacs xinesa, que té el títol de Gran Mestre Femení. Està casada amb el GM Peng Xiaomin, qui és també el seu entrenador.
Tot i que es troba inactiva des de juliol de 2001, a la llista d'Elo de la FIDE del juny de 2020, hi tenia un Elo de 2466 punts, cosa que en feia la jugadora número 54 de la Xina. El seu màxim Elo va ser de 2501 punts, a la llista de juliol de 2000 (posició 523 al rànquing mundial absolut).

## Resultats destacats en competició
Ha guanyat el Campionat femení de la Xina cinc cops, els anys 1988, 1991, 1995, 1999 i 2004.